# Hoevense Beemden
De Hoevense Beemden is een polder en natuurgebied ten noorden van Hoeven.
In de 14e en 15e eeuw werd in dit laaggelegen gebied turf gewonnen. In 1409 werd door de abt van de Sint-Bernardusabdij toestemming gegeven om de gronden ten noorden van het dorp Hoeven te bedijken. Tevens werd de moernering er verboden. Aldus ontstond de Polder de Hoevensche Beemden. Vanwege de lage ligging was de polder vooral geschikt als hooiland (beemd). Daar de boeren in de zandige streken niet over veel beemden beschikten kon het hooi daarheen verhandeld worden.
De huidige polder wordt in het westen begrensd door de Sint Maartenspolder en in het oosten door de Laakse Vaart. het gebied wordt bemalen door Gemaal Endekweek.